# In & Out (canção de Crispy)
"In & Out" é uma canção do grupo dinamarquês de eurodance Crispy, foi lançado no ano 2000 como oitavo e último single do grupo, e o segundo single do álbum que eles esperavam lançar no final daquele mesmo ano.

## Videoclipe
O videoclipe que acompanha a música foi produzida no final de maio do ano 2000, e é ambientada em todo o vídeo em uma academia. O videoclipe apresenta os membros de crispy como proprietários de uma academia, o vídeo também mostra Mads B.B. Krog e Christian Møller como atendente desse estabelecimento e também eles como treinador pessoal juntamente com Mette. Nesse vídeo ainda, é mostrado muitas cenas sensuais dos participantes. Esse foi o segundo e último videoclipe realizado por crispy.

## Lista de Faixas

### Denmark 'CD Single'[1]
1. "In & Out" (Radio Hitmix) 3:12
2. "In & Out" (Airplay Mix) 3:08
3. "In & Out" (Club Mix) 5:02
4. "In & Out" (Butterfly Remix) 7:06
5. "In & Out" (Signum Remix) 8:58
6. "In & Out" (Pierre J's Club Mix) 7:20
7. "In & Out" (Pierre J's Club Edit) 3:58
8. "In & Out" (Pierre J's Funked Remix) 7:14